# Wolfgang Hamberger (Politiker)

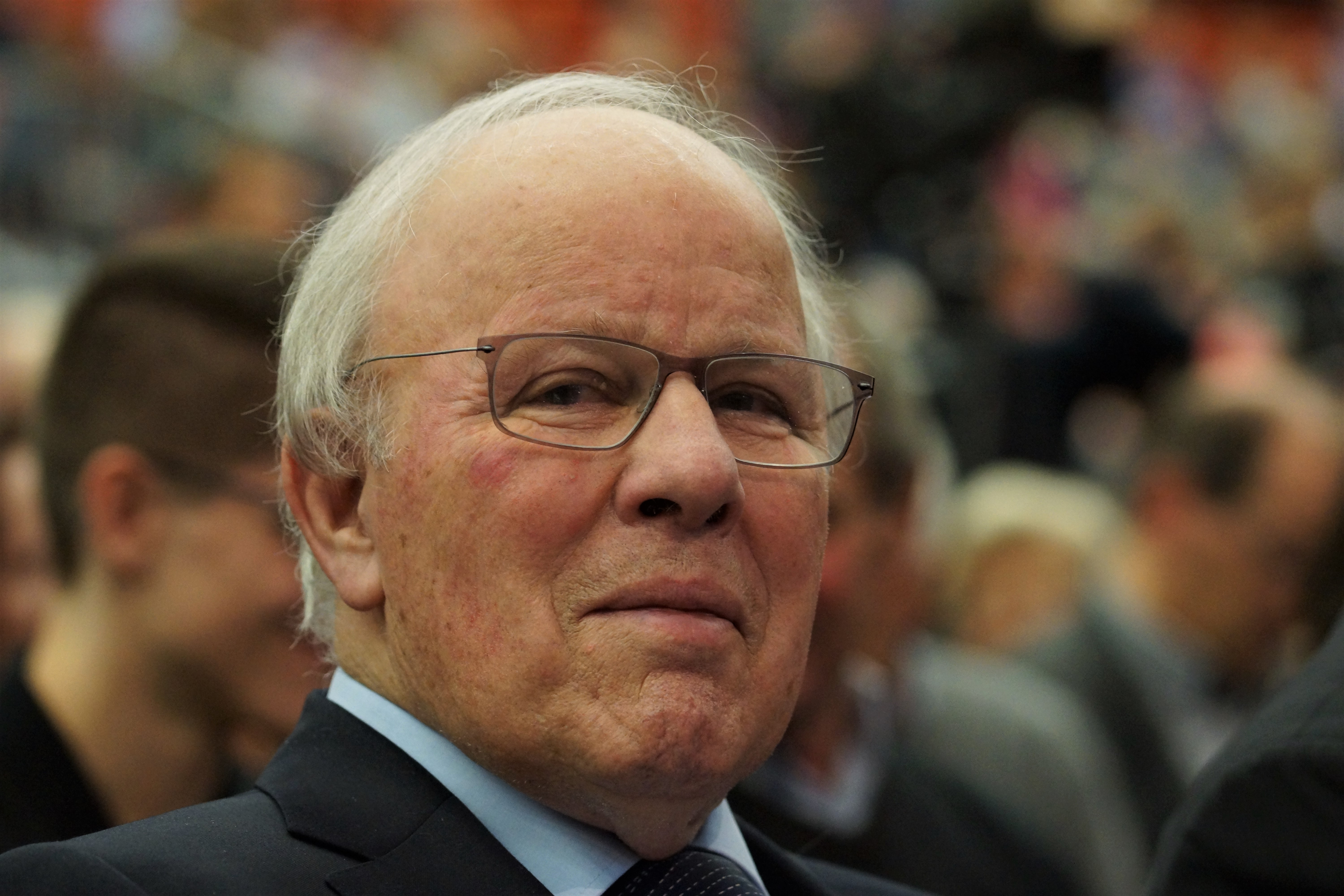
Wolfgang Hamberger (2018)

Wolfgang Hamberger (* 25. August 1930 in Bensheim; † 25. Februar 2025 in Fulda) war ein deutscher Politiker (CDU). Er war von 1970 bis 1998 Oberbürgermeister der Stadt Fulda.

## Leben

### Ausbildung und Familie
Wolfgang Hamberger wurde in Bensheim als Sohn des Telegraphen-Oberinspektors Wilhelm Ludwig Hamberger und dessen Ehefrau Hedwig, geb. Bernhard geboren. Er war römisch-katholisch. Sein Bruder Clemens (Gerhard) Hamberger OSB (1929–2011) war Organist an der Abtei Münsterschwarzach.
Als Jugendlicher erlebte er am 27. Februar 1945 in Mainz den schweren Bombenangriff auf die Stadt. Später bezeichnete er dieses Datum als seinen „zweiten Geburtstag“.
Wolfgang Hamberger besuchte dort das Gymnasium. Nach dem Abitur studierte er Volkswirtschaftslehre an der Johann Wolfgang Goethe-Universität in Frankfurt und an der Ruprecht-Karls-Universität in Heidelberg mit dem Abschluss als Diplom-Volkswirt. Anschließend studierte er Sozial- und Politikwissenschaften an der Case Western Reserve University in Cleveland.
Ab 1956 war er in leitender Funktion in der Bank- und Versicherungswirtschaft tätig. Nebenberuflich studierte er in Heidelberg Politische Wissenschaften, Soziologie und Völkerrecht. Dort promovierte er 1966 bei Dolf Sternberger mit der Promotionsschrift Motive und Wirkungen des Kommunalwahlsystems in Baden-Württemberg.
Wolfgang Hamberger war seit 1959 mit Liselotte geb. Schmidt (1937–2019) verheiratet. Aus der Ehe stammen zwei Töchter. Seine Tochter Jutta ist seit den Kommunalwahlen 2021 Mitglied der Stadtverordnetenfraktion der Grünen. Sie bezeichnet sich als schwarz-grün sozialisiert. Wolfgang Hamberger starb am 25. Februar 2025 in seiner Wahlheimat Fulda.

### Wirken in Fulda
1968 kam er als persönlicher Referent von Alfred Dregger nach Fulda. Am 1. Juli 1970 wurde er, nachdem ihn die Stadtverordnetenversammlung mit den 24 Stimmen der CDU und FDP bei 12 Stimmen der SPD-Fraktion für einen eigenen Kandidaten gewählt hatte, Leiter des Amtes für Wirtschaftsförderung und hauptamtlicher Bürgermeister. Wichtigste politische Themen in seiner Anfangszeit waren der Neubau des Städtischen Klinikums und der Kampf um die weitere Eigenständigkeit Fuldas als Kreisfreie Stadt mit der Eingliederung möglichst vieler Umlandgemeinden im Rahmen der Gebietsreform in Hessen. Ab 1970 war das Abgeordnetengesetz in Hessen so geändert worden, dass hauptamtliche Kommunalbeamte nicht weiter Mitglied des Landtags sein konnten. Nachdem sich Alfred Dregger entschieden hatte, nicht auf sein Landtagsmandat zu verzichten, wurde damit die Stelle des Fuldaer Oberbürgermeisters frei. Nach Gerüchten, dass die Landesregierung (Kabinett Osswald I) beabsichtigte, in Fulda bis zum Abschluss der Gebietsreform einen kommissarischen Verwaltungschef einzusetzen, beschloss die CDU-Fraktion, Hamberger ohne vorherige Ausschreibung möglichst schnell zu wählen. Der Wahlausschuss fasste den Beschluss Amt 7. Dezember 1970, am 15. Dezember wurde er mehrheitlich bei zehn Gegenstimmen der SPD gewählt. Er trat das Amt am 17. Dezember das Amt an. 1976, 1982 und 1988 wurde er von der Stadtverordnetenversammlung wiedergewählt. 1994 trat er nach der Änderung des Kommunalwahlrechts zur Direktwahl an. Gegen die Kandidaten Fritz Hertle von den Grünen und Rainer M. Türmer siegte er mit einem Stimmenanteil von 79,3 Prozent. 1998 musste er mit Erreichen des achtundsechzigsten Lebensjahres aus dem Amt scheiden.
In seine Amtszeit fielen u. a. die Entwicklung eines Generalverkehrsplans sowie die Gebietsreform. Sein Nachfolger war Alois Rhiel.
In seinem Buch Mit meinen Augen: Elftausend Tage für eine Stadt berichtet Hamberger in literarischer Form und aus persönlicher Perspektive über verschiedene Ereignisse seiner Dienstzeit sowie über Hintergründe kommunalpolitischer Entscheidungsprozesse.
Er war viele Jahre Vorsitzender des Fuldaer Geschichtsvereins und von 2008 bis 2013 Stiftungsratsvorsitzender der Point-Alpha-Stiftung. Seit 1994 war er Mitglied der Historischen Kommission für Hessen. Er gab zwei Bände zur Geschichte Fuldas heraus und referierte als Zeitzeuge in Schulen. Auch in seinem Buch Faszination Amerika: Biographie einer Freundschaft von der NS-Zeit bis heute berichtet er über seine Erfahrung als Kind in der Zeit des Nationalsozialismus, seine erste Begegnung mit den Amerikanern während der Besatzungszeit sowie darüber, wie sich diese Begegnungen bei einem Studienaufenthalt in Amerika fortsetzten und zu einer Partnerschaft während der Zeit des Kalten Krieges wurden, die seinen Lebens- und Berufsweg mitprägten.
Hamberger pflegte als Oberbürgermeister den Kontakt zu früheren jüdischen Bürgern Fuldas und setzte sich für den Erhalt des Gebäudes der ehemaligen jüdischen Schule ein. Dies schuf die Voraussetzung für die Entstehung eines neuen Synagogenraumes, wodurch die neue jüdische Gemeinde Fulda ein Zentrum erhielt.

## Ehrungen und Auszeichnungen
- Ehrenbürger von Fulda (1988)
- Hessischer Verdienstorden (2019)
- Verdienstorden der Bundesrepublik Deutschland (Großes Verdienstkreuz; 2020)
- Mitglied der Historischen Kommission für Hessen

## Veröffentlichungen
- Motive und Wirkungen des Kommunalwahlsystems in Baden-Württemberg. Dissertation, Heidelberg, Philosophische Fakultät, 1966.
- Mit meinen Augen: Elftausend Tage für eine Stadt. Parzeller-Verlag, Fulda 1998, ISBN 978-3-7900-0298-0.
- Der Bonifatiusweg. DuMont Reiseverlag, Ostfildern 2004, ISBN 978-3-7701-6326-7.
- Faszination Amerika. Biographie einer Freundschaft von der NS-Zeit bis heute. Parzeller-Verlag, Fulda 2005, ISBN 978-3-7900-0367-3.
- (Hg.) Geschichte der Stadt Fulda. Band I: Von den Anfängen bis zum Ende des Alten Reiches. Parzeller-Verlag, Fulda 2009, ISBN 978-3-7900-0397-0.
- (Hg.) Geschichte der Stadt Fulda. Band II: Von der fürstlichen Residenz zum hessischen Sonderstatus. Parzeller-Verlag, Fulda 2008, ISBN 978-3-7900-0398-7.
- Wenn andere reisen. Parzeller-Verlag, Fulda 2012, ISBN 978-3-7900-0456-4.
- Wenn andere lesen. Geschichten um die Fuldaer Reihe »Literatur im Stadtschloß«. Parzeller-Verlag, Fulda 2012, ISBN 978-3-7900-0456-4.